# Bojkovice
Bojkovice település Csehországban, a Uherské Hradiště-i járásban. Bojkovice Vápenice, Pitín, Rudice, Žítková, Záhorovice, Komňa, Starý Hrozenkov, Rudimov és Luhačovice településekkel határos. Lakosainak száma 4403 fő (2024. január 1.).

## Népesség
A település lakosságának változását az alábbi diagram mutatja:
| Lakosok száma | 3454 | 3536 | 3859 | 4021 | 4629 | 4768 | 4369 | 4395 | 4310 | 4403 |
|               | 1869 | 1890 | 1921 | 1950 | 1980 | 2001 | 2017 | 2019 | 2022 | 2024 |